# Bentesicima
Nella mitologia greca, Bentesicima era una ninfa aliade, figlia di Posidone e di Anfitrite (oppure della moglie del re d'Etiopia Enalo), nonché dea delle onde. Il suo nome  (in greco antico: Βενθεσικύμη?, Benthesikǜmē) deriva da βένθος (bènthos), "profondità [del mare]" e κῦμα (kǜma), "onda".

## Il mito
Posidone, il dio dei mari, ebbe da una relazione con Chione un figlio di nome Eumolpo; la ragazza, timorosa della possibile furia del padre, gettò nelle acque il bambino e Poseidone, guidando il flusso delle acque a suo piacimento, fece in modo che il pargolo giungesse in Etiopia da Bentesicima, perché lo allevasse.
Più tardi, il marito di Bentesicima diede ad Eumolpo una delle sue due figlie in moglie.

### Fonti
- Tzeze, Scoli a Licofrone 45 e 50
- Pseudo-Apollodoro, Libro III -  15

### Moderna
- Robert Graves, I miti greci, Milano, Longanesi, ISBN 88-304-0923-5.
- Angela Cerinotti, Miti greci e di roma antica, Prato, Giunti, 2005, ISBN 88-09-04194-1.
- Anna Ferrari, Dizionario di mitologia, Litopres, UTET, 2006, ISBN 88-02-07481-X.
- Anna Maria Carassiti, Dizionario di mitologia classica, Roma, Newton, 2005, ISBN 88-8289-539-4.